# Theuremaripa cayennensis
Theuremaripa cayennensis är en skalbaggsart som beskrevs av Ohaus 1903. Theuremaripa cayennensis ingår i släktet Theuremaripa och familjen Rutelidae. Inga underarter finns listade i Catalogue of Life.